# خداوند لبخندی بر لبانت بنهد
«خداوند لبخندی بر لبانت بنهد»* (به انگلیسی: God Put a Smile upon Your Face) نام آهنگی از گروه کلدپلی در سبک آلترناتیو راک از آلبوم حمله‌ای از خون به سر است. همهٰ اعضای گروه در نوشتن این آهنگ مشارکت داشتند.